# Jean-Marie de La Mure
Pour les articles homonymes, voir La Mure (homonymie).
Jean-Marie de La Mure, né à Roanne en 1615 et mort en 1675, est un historien, docteur en théologie, aumônier du roi, sacristain et chanoine de Montbrison.

## Biographie
La famille de La Mure appartient à la petite noblesse du Roannais. Le père de Jean-Marie de La Mure, François De la Mure, sieur de Bienavant, est écuyer, sa mère, Jeanne de Gresolles, est la fille Pierre Gayardon, seigneur de Grézolles, et de Philiberte Coton, une sœur du Père Coton dont il est donc un petit-neveu. La formation de Jean-Marie a probablement commencé au collège des Jésuites de Roanne, fondé par son grand oncle Jacques Coton. La suite de son parcours est ignorée mais l'on sait que Jean-Marie de la Mure est, en 1653, prêtre, sacristain et chanoine de l'église Notre Dame d'Espérance de Montbrison. La Mure porte dès 1654 le titre d'historiographe du Roy ; Régis de Chantelauze indique qu'il s'agit d'un titre honorifique dû sans doute à sa réputation d'érudit et à ses relations avec les savants de Paris. Son grade de docteur en théologie est mentionné à partir de 1670.
Jean-Marie de La Mure est chevalier et prieur des ordres militaires de Notre-Dame du Mont-Carmel et de Saint-Lazare (vers 1660).

## Publications
- [1654] Les Antiquitez du dévot prieuré des dames religieuses de Beaulieu en Roannois, de l'ordre de Fontevrauld, Édition S.I., 1654, 58 p., sur gallica (lire en ligne sur Gallica).
- [1671] Histoire ecclésiastique du diocèse de Lyon, traitée par la suite chronologique des vies des archevêques comtes de Lyon et primats de France, avec les plus mémorables antiquités de la très illustre église cathédrale, de toutes les collégiales, abbayes et prieurés, établie sur titres d'archives enrichie du Catalogue général des bénéfices dudit diocèse, Lyon, ed. M. Gautherin, 1671, 408 p., sur books.google.fr (lire en ligne).
- [1674] Abrégé de la vie du pape Clement IV. de sainte et heureuse mémoire, appelé Guy Gros dans le siècle, impr.-libr. Michel Goy, 1674, 40 p., sur books.google.fr (lire en ligne).
- [1674] Histoire universelle, civile et ecclésiastique du pays de Forez. Dressée sur des autorités et des preuves authentiques, Lyon, chez Jean Poisuel, 1674 (réimpr. fac-similé  Roanne, Horvath, 1972), 483 p., sur books.google.fr (lire en ligne).
- [1660-1668] Histoire des ducs de Bourbon et des comtes de Forez, en forme d'annales sur preuves authentiques (4 vol.), Paris, éditeur scientifique Régis de Chantelauze (1821-1888) ; éd. Potier (A. Picard et fils), 1860-1897, 1660-1668, sur books.google.fr.
  - tome 1 : 1860
  - tome 2 : 1868
  - tome 3 : 1868
- [1845] Chronique de la très dévote Abbaye des religieuses de sainte Claire de Montbrison, Montbrison, Ed. Bernard, 1845, 35 p..
- [1885] Chronique de l'abbaye d'Ainay, Lyon, Imprimerie générale, 1885, 192 p..